# Academia de Letras de São João da Boa Vista
A Academia de Letras de São João da Boa Vista, São Paulo, é uma entidade sem fins lucrativos, fundada em 1971. Foi declarada de "Utilidade Pública" pela lei estadual 3.041/81 e pela lei municipal 112/75.

## Histórico
A ideia para a fundação de uma Academia de Letras em São João da Boa Vista partiu de Milton Duarte Segurado, em conversa informal com Octávio da Silva Bastos. Este último era, na época, Prefeito Municipal e Presidente da Associação Sanjoanense de Ensino, depois Fundação de Ensino Octávio Bastos. Milton Segurado, membro da Academia Campineira de Letras, mostrou que o momento era propício para a fundação de uma Academia em São João, acompanhando o surgimento das faculdades.
A ideia foi bem acolhida por Octávio Bastos e, com base nos estatutos da Academia de Campinas, foi sendo elaborado um projeto, reunindo, num todo, os Estatutos e o Regimento Interno, observando-se as adaptações necessárias.
Anos mais tarde, Octávio Bastos procurou dois companheiros, também ligados à cultura, Octávio Pereira Leite e Francisco Roberto Almeida Júnior. Assim, essa comissão trinitária reformulou o projeto inicial, com base nos Estatutos da Academia Paulista de Letras. O convidado para ser o presidente da nova sociedade cultural fora a Dom Tomás Vaquero, Bispo Diocesano.
A primeira reunião aconteceu em 10 de setembro de 1971, na Residência Episcopal, sob a presidência de Octávio Bastos. Eram 17 os presentes, mais dois ausentes, mas participantes por procuração. Os Estatutos, elaborados por Octávio Pereira Leite foram aprovados. Por sugestão de Emílio Lansac Toha foi aprovado também o nome do novo sodalício: Academia de Letras de São João da Boa Vista.
Em reunião em 15 de novembro de 1971, 40 membros receberam seus medalhões e ocuparam as respectivas cadeiras.